# Slava nama, smrt neprijateljima
Slava nama, smrt neprijateljima (rus. Слава — нам, смерть — врагам) ruski je film redatelja Jevgenija Bauera.

## Radnja
Film govori o sestri milosrđa koja zajedno sa svojim zaručnikom odlazi u rat.

## Uloge
- Dora Čitorina
- Ivan Mozžuhin

## Vanjske poveznice
- Slava nama, smrt neprijateljima na Kino Poisk